# Euphyia
Euphyia is een geslacht van vlinders uit de familie van de spanners (Geometridae).

## Soorten
Deze lijst van 273 soorten is mogelijk niet compleet.
- E. acerbata Felder, 1875
- E. actinipha Lower, 1902
- E. adexitata Schaus, 1901
- E. adornata Guenée, 1858
- E. adumbraria (Herrich-Schäffer, 1852)
- E. aeruginata Warren, 1904
- E. aglaodes Meyrick, 1891
- E. aguada Dognin, 1893
- E. albidaria Schaus, 1901
- E. albimedia Prout, 1910
- E. albipennis Prout, 1910
- E. albisecta Dognin, 1913
- E. alboscripta Dognin, 1892
- E. altivagans Herbulot, 1988
- E. anthracinata Guenée, 1858
- E. anticleata Dognin, 1914
- E. aprepta Turner, 1922
- E. arachnitis Turner, 1904
- E. arida Butler, 1879
- E. artemas Schaus, 1912
- E. associata McDunnough, 1941
- E. atramentaria Dognin, 1910
- E. auritacta Dognin, 1906
- E. australata Hulst, 1886
- E. avolaria Schaus, 1913
- E. balteata Warren, 1905
- E. biangulata (Haworth, 1809) − Dubbelhoekbandspanner
- E. bichromata Guenée, 1858
- E. bilineata Linnaeus, 1758
- E. bistrigata Treitschke, 1828
- E. brevipalpis Butler, 1882
- E. caliginosa Warren, 1900
- E. callichlora Butler, 1879
- E. canescens Philpott, 1918
- E. carneoviridis Dognin, 1903
- E. cataphaea Meyrick, 1891
- E. cineraria Butler, 1878
- E. cinerascens Dognin, 1900
- E. cinnamifusa Prout, 1939
- E. circumcidata Snellen, 1874
- E. claripennis Bastelberger, 1907
- E. cnephaeopa Turner, 1926
- E. coangulata Prout, 1914
- E. cocama Schaus, 1901
- E. colonaria Schaus, 1913
- E. combustaria Herrich-Schäffer, 1855
- E. congener Warren, 1901
- E. conifasciata Butler, 1882
- E. coniophylla Turner, 1922
- E. consequata Felder, 1875
- E. contortilinea Warren, 1896
- E. correlata Walker, 1862
- E. corrivulata Warren, 1900
- E. cortada Dognin, 1893
- E. cortadoides Dognin, 1893
- E. costimaculata Warren, 1907
- E. crispa Druce, 1899
- E. crocaria Schaus, 1901
- E. crocota Turner, 1904
- E. cryeropa Meyrick, 1891
- E. cyarda Druce, 1893
- E. cydalima Turner, 1907
- E. chalusata Wiltshire, 1970
- E. chrysocyma Meyrick, 1891
- E. definita Warren, 1907
- E. deltoidata Walker, 1862
- E. densata Grossbeck, 1909
- E. discomelaina Wehrli, 1931
- E. disconnexa Warren, 1901
- E. distinctata (Walker, 1862)
- E. doliopis Meyrick, 1891
- E. ebuleata Guenée, 1858
- E. elaeoptera Prout, 1900
- E. emberizata Guenée, 1858
- E. eolinda Prout, 1933
- E. euphileta Turner, 1907
- E. euria Prout, 1910
- E. excentrata Guenée, 1858
- E. expolita Philpott, 1917
- E. extensata Walker, 1862
- E. farsica Brandt, 1941
- E. fartaria Schaus, 1912
- E. filaria Eversmann, 1848
- E. finitima Dognin, 1901
- E. flavidula Herbulot, 1988
- E. flavilucens Warren, 1905
- E. floridata Walker, 1863
- E. fosteri Prout, 1916
- E. fringillata Guen?0e, 1858
- E. frustata Treitschke, 1828 – Bruine bergspanner
- E. furciferata Walker, 1862
- E. gelatina Warren, 1897
- E. glauca Dognin, 1911
- E. goniodes Prout, 1926
- E. goteada Dognin, 1893
- E. grisescens Staudinger, 1892
- E. gustosa Dognin, 1893
- E. haemophaea Meyrick, 1925
- E. halisma Schaus, 1901
- E. harmonica Clarke, 1926
- E. hedai Yang, 1978
- E. hemizona Meyrick, 1897
- E. heteroleuca Meyrick, 1891
- E. heteroptila Warren, 1901
- E. heterotropa Turner, 1925
- E. hilaodes Turner, 1926
- E. hydriata Guenée, 1858
- E. immediata ?, 1882
- E. immixta Dognin, 1909
- E. impersonata Walker, 1863
- E. implicata Guenée, 1858
- E. inamorata Warren, 1900
- E. inangulata Bastelberger, 1908
- E. incisa Warren, 1908
- E. indefinata Grossbeck, 1907
- E. infundibulata Guenée, 1857
- E. insolens Herbulot, 1988
- E. insulsata Guenée, 1858
- E. intercalata Walker, 1862
- E. intermediata Guenée, 1858
- E. interruptata Guenée, 1858
- E. intersecta Staudinger, 1882
- E. irrelata Dognin, 1914
- E. jugurtharia Guenée, 1858
- E. kirschi Maassen, 1890
- E. kirschioides Dognin, 1896
- E. lacrimans Herbulot, 1966
- E. lacteata Packard, 1876
- E. laodice Thierry-Mieg, 1894
- E. leucoptera Prout, 1916
- E. leucozona Meyrick, 1891
- E. limbata Prout, 1910
- E. linusaria Schaus, 1912
- E. lithurga Meyrick, 1911
- E. lucidulata Walker, 1862
- E. luctuata Schiffermüller, 1775
- E. luctuosaria Oberthür, 1880
- E. luscina Bastelberger, 1911
- E. luteola Dognin, 1901
- E. luxuriata Prout, 1910
- E. maxima Druce, 1899
- E. maximiliana Reisser, 1933

- E. mecynata Guenée, 1858
- E. mediovittaria Moore, 1867
- E. mesembrina (Rebel, 1927)
- E. minois Thierry-Mieg, 1894
- E. moeraria Guenée, 1858
- E. molluginata Hübner, 1809
- E. multiferata Walker, 1863
- E. multipunctata Taylor, 1906
- E. nigrata Dognin, 1916
- E. nigrociliata Prout, 1910
- E. nigrolineata Warren, 1904
- E. niveigutta Schaus, 1901
- E. nivesecta Warren, 1905
- E. obnubilata Warren, 1908
- E. obvallata Lederer, 1871
- E. ochreata Moore, 1888
- E. ochribasis Warren, 1904
- E. officiosa Meyrick, 1910
- E. olivofusca Dognin, 1918
- E. opipara Turner, 1907
- E. orthropis Meyrick, 1891
- E. othoprorata Dognin, 1914
- E. oxygona Meyrick, 1891
- E. oxyodonta Turner, 1922
- E. pallidicosta warren, 1901
- E. panochra Turner, 1922
- E. parinotata Zeller, 1872
- E. pauletina Dognin, 1900
- E. pauperata Warren, 1901
- E. perdecora Warren, 1904
- E. perialla Turner, 1922
- E. perornata Walker, 1862
- E. perseverata Holloway, 1979
- E. perturbata Walker, 1862
- E. perversata Felder, 1875
- E. phaedra Meyrick, 1891
- E. phaulophanes Turner, 1936
- E. photographica Turner, 1938
- E. picata Hübner, 1809
- E. pipiata Guenée, 1858
- E. plagiocausta Turner, 1904
- E. planilineata Warren, 1901
- E. plesia Turner, 1904
- E. plumbeipennis Dognin, 1914
- E. poliophasma Turner, 1922
- E. polycarpa Meyrick, 1891
- E. polychroma Prout, 1916
- E. polyxantha Meyrick, 1891
- E. pompilia Druce, 1893
- E. pontina Druce, 1893
- E. porraceata Snellen, 1894
- E. praerupta Philpott, 1918
- E. prionota Meyrick, 1883
- E. propinqua Turner, 1936
- E. psarodes Turner, 1904
- E. pseudobipartaria Yang, 1978
- E. psyra Druce, 1893
- E. ptochopis Turner, 1909
- E. purpurifera Fereday, 1853
- E. ralaria Dognin, 1899
- E. ralstonae Holloway, 1977
- E. respondens Dognin, 1902
- E. rhynchota Meyrick, 1891
- E. rixata Felder, 1875
- E. rojiza Dognin, 1893
- E. roseoliva Warren, 1914
- E. ruficoesia Dognin, 1904
- E. ruficorpus Dognin, 1906
- E. saladura Dognin, 1893
- E. sandosaria Herrich-Schäffer, 1851
- E. santaria Jones, 1921
- E. scopulata Brandt, 1938
- E. scortea Swinhoe, 1891
- E. scripturata Hübner, 1796
- E. seminigrata Dognin, 1914
- E. severata Guenée, 1858
- E. signata Butler, 1882
- E. similata Walker, 1862
- E. sintenisi Staudinger, 1892
- E. sombrera Warren, 1904
- E. spatiosata Warren, 1908
- E. sphyrophora Prout, 1910
- E. spissilineata Dognin, 1916
- E. squamulata Warren, 1899
- E. stellata Warren, 1893
- E. stereozona Meyrick, 1891
- E. strenuaria Walker, 1860
- E. sturnularia Herrich-Schäffer, 1855
- E. subalbata Warren, 1904
- E. subangulata Kollar, 1844
- E. subfusca Warren, 1904
- E. subguttaria Herrich-Schäffer, 1855
- E. submarginata Warren, 1909
- E. subnitida Dognin, 1912
- E. subnotata Warren, 1908
- E. subolivescens Warren, 1897
- E. subpulchrata Warren, 1900
- E. subrectaria Guenée, 1858
- E. subtersignata Prout, 1916
- E. subtrita Warren, 1909
- E. subvinosa Dognin, 1906
- E. swetti Cassino, 1927
- E. symphona Meyrick, 1891
- E. synchora Meyrick, 1891
- E. tacera Turner, 1922
- E. terminisecta Dognin, 1914
- E. tonnaichana Matsumura, 1925
- E. torpidaria Leech, 1897
- E. trajectata Walker, 1862
- E. trinitaria Schaus, 1901
- E. triphragma Meyrick, 1883
- E. trissophrica Turner, 1904
- E. tritypa Prout, 1916
- E. trujillaria Schaus
- E. trygodes Meyrick, 1891
- E. unangulata (Haworth, 1809) – Scherphoekbandspanner
- E. unda Oberthür, 1883
- E. undilinea Dognin, 1916
- E. undulata Leech, 1889
- E. vallantinaria Oberthür, 1890
- E. variegata Moore, 1867
- E. venustatis Salmon, 1946
- E. viettei Herbulot, 1966
- E. vilaria Warren, 1908
- E. vinaceata Möschler, 1890
- E. violetta Warren, 1904
- E. viridis Warren, 1893
- E. yerba Schaus, 1901
- E. zalmoxis Thierry-Mieg, 1894
- E. zara Thierry-Mieg, 1893
- E. zona ognin, 1901